# Olivia Fiechter
Pour les articles homonymes, voir Fiechter.
Olivia Fiechter, connue aussi sous son nom de mariage Olivia Weaver, née le 15 septembre 1995 à New York, est une joueuse professionnelle de squash représentant les États-Unis. Elle atteint en mai 2024 la 4e place mondiale sur le circuit international, son meilleur classement. Elle est championne des États-Unis en 2024.

## Biographie
Olivia Fiechter se souvient qu'elle commence à prendre une raquette de squash à l'âge de cinq ans. Sa mère, Stacy, était une athlète multi-sport à l'école Springside, et son père Bayard, un petit joueur de squash au Trinity College.
Elle grandit à quelques pâtés de maisons du Philadelphia Cricket Club, et elle raconte : « J'ai commencé à jouer au squash au Cricket Club, et ils ont un programme étonnant pour les joueurs juniors, alors c'était facile de se passionner pour ce jeu. J'ai rencontré tellement d'amis en jouant là-bas. »
Tout comme il y a des « rats de gymnase » dédiés au basket-ball, il y a de jeunes passionnés de squash appelés « rats de court », et Olivia Fiechter devient l'un d'entre eux, passant tout son temps disponible sur les courts de squash. Elle remporte les championnats nationaux des moins de 13 ans, des moins de 15 ans et des moins de 17 ans. Lors de l'US Open junior, qui inclut des compétiteurs d'autres nations, elle remporte le titre dans moins de 15 ans et les moins de 17 ans.
Elle représente les États-Unis aux championnats du monde juniors en 2011 à Boston et en 2013 à Wrocław, et chaque fois, l'équipe américaine se classe deuxième au classement général, le meilleur résultat jamais obtenu par une équipe américaine, quel que soit son niveau. Entre-temps, elle a l'occasion de jouer au sein de l'équipe des États-Unis féminine qui participe aux championnats du monde par équipes 2012 à Nîmes.
Elle intègre l'université de Princeton dont elle devient la joueuse no 1.
En 2018, une fois ses études achevées, elle intègre le circuit professionnel et lors de son troisième tournoi disputé, elle remporte son premier titre à Rhode Island en novembre 2018.
En mars 2019, lors de l'Open du Texas et alors qu'elle est 52e mondiale, elle bat pour la première fois une joueuse du top 10 Tesni Evans,. Grâce à ces bonnes performances, elle intègre le top 50 en avril 2019. En juin 2021, elle intègre le top 20. 
En octobre 2021 à l'occasion de l'US Open, elle bat pour la première fois sa compatriote no 3 mondiale et partenaire d’entraînement Amanda Sobhy, et après une victoire face à Nele Gilis se hisse pour la première fois en demi finale d'un tournoi platinum. Avec ces bons résultats, elle fait un bon spectaculaire de sept places au classement de novembre 2021 pour atteindre le 13e rang mondial. Elle intègre le top 10 en mars 2022.
En octobre 2023, elle se marie et prend le nom de Weaver. En mai 2024, elle est la seule non Égyptienne en demi-finale des championnats du monde. Cette performance lui permet d'atteindre la quatrième place mondiale. En octobre 2024, elle remporte son premier tournoi Gold en s'imposant en finale du Silicon Valley Open 2024 face à la Japonaise Satomi Watanabe.

## Palmarès

### Titres
- Open d'Australie : 2025
- Chestnut Hill Classic : 2 titres (2023, 2024)
- Silicon Valley Open 2024
- DAC Pro Squash Classic: 2 titres (2023, 2024)
- Cincinnati Gaynor Cup 2024
- Championnats des États-Unis : 2 titres (2024, 2025)

### Finales
- Black Ball Squash Open : 2024
- Carol Weymuller Open : 2023
- Open de Malaisie : 2022
- Cincinnati Gaynor Cup : Cincinnati Gaynor Cup 2022
- Championnats du monde par équipes : 2 finales (2022, 2024)